# 鷗翼車門

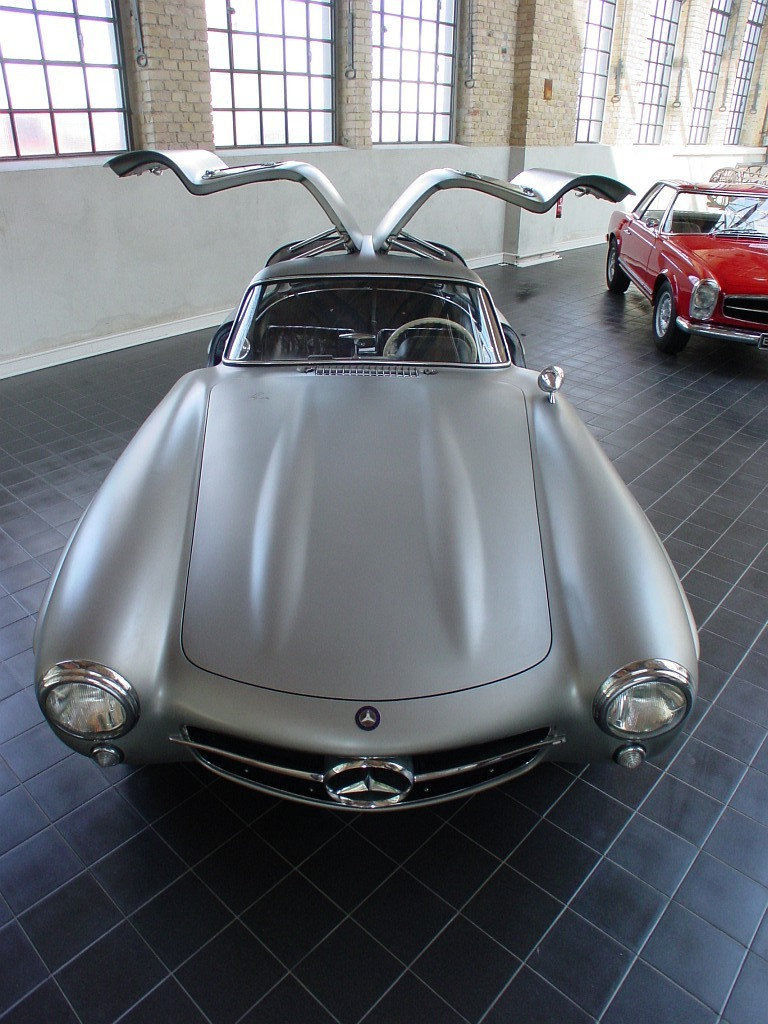
1952年梅賽德斯-平治300 SL

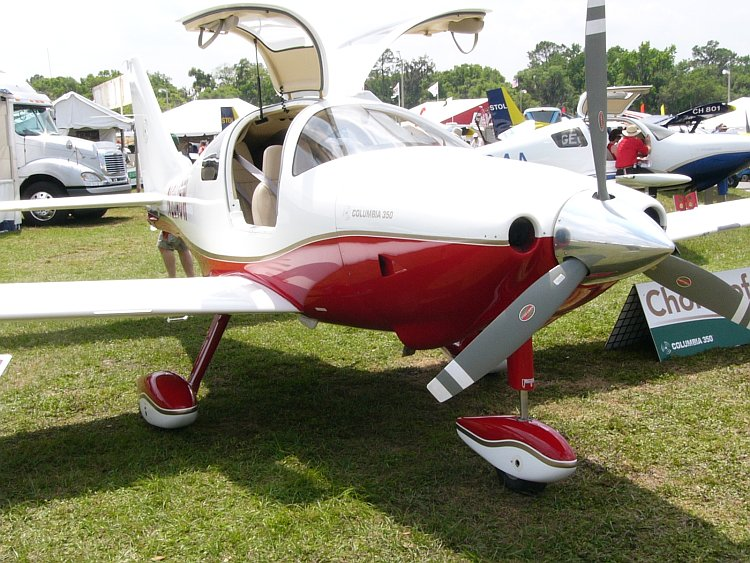
賽斯納350

鷗翼式車門（英語：Gull-wing door），是汽車的一種車門樣式。將車門開啟後，能呈現出『海鷗展開羽翼的樣貌』而得名，常見於超級跑車。

## 概述
固定車門的活動機件置身於車體頂端部位，從下方往上方開啟車門後，使乘坐人員得以順利進出。
一些有蓋貨車，為了裝卸貨物時的防雨以及方便等考量，也將貨艙設計成鷗翼式的開啟方式。
另外，某些單座或雙座的輕型飛機，機艙門亦為鷗翼式設計。

## 外部連結
- The Quintessential DeLorean Website（页面存档备份，存于）